# أتشر
أتشر (بالمَجَرِيّة: Ecser) هي قرية مجرية في إقليم بست قريبة من بودابست، يبلغ تبلغ ساحتها 13.1 كم مربع وعدد سكانها 3,252 نسمة (تعداد 2001)
يرجع أقدم سجلّ مدوّن عن مدينة أتشر إلى 15 ديسمبر 1315، غير أنها كانت موجودة منذ عام 896.